# Divize A 1998/1999
V soubojích 34. ročníku České divize A 1998/99 se utkalo 16 týmů dvoukolovým systémem podzim - jaro. Tento ročník začal v srpnu 1998 a skončil v červnu 1999.

## Kluby podle přeborů
- Jihočeský (8): Tatran Prachatice, SK Strakonice 1908, SK Dynamo České Budějovice "B", TJ Sokol Čížová, Spartak Pelhřimov, ZVVZ Milevsko, SK Vodňany, FK Tábor,
- Západočeský (4): TJ Přeštice, TJ Keramika Chlumčany, FK Tachov, TJ Sušice
- Pražský (3): Vela U.S. Praha, FK Viktoria Žižkov "B", SK Aritma Praha
- Středočeský (1): TJ KŽ Králův Dvůr

## Výsledná tabulka
| Poř. | Tým                            | Z  | V  | R  | P  | VG | OG | B  |
| ---- | ------------------------------ | -- | -- | -- | -- | -- | -- | -- |
| 1.   | FK Tatran Prachatice           | 30 | 18 | 7  | 5  | 58 | 25 | 61 |
| 2.   | SK Strakonice 1908             | 30 | 17 | 6  | 7  | 56 | 24 | 57 |
| 3.   | TJ Přeštice                    | 30 | 17 | 6  | 7  | 57 | 36 | 57 |
| 4.   | SK Dynamo České Budějovice "B" | 30 | 16 | 7  | 7  | 60 | 39 | 55 |
| 5.   | TJ Keramika Chlumčany          | 30 | 12 | 13 | 5  | 55 | 45 | 49 |
| 6.   | Vela U.S. Praha                | 30 | 14 | 5  | 11 | 68 | 62 | 47 |
| 7.   | FK Viktoria Žižkov "B"         | 30 | 12 | 10 | 8  | 45 | 36 | 46 |
| 8.   | TJ Sokol Čížová                | 30 | 10 | 7  | 13 | 50 | 49 | 37 |
| 9.   | Spartak Pelhřimov              | 30 | 9  | 9  | 12 | 37 | 46 | 36 |
| 10.  | ZVVZ Milevsko                  | 30 | 9  | 9  | 12 | 35 | 50 | 36 |
| 11.  | SK Vodňany                     | 30 | 8  | 11 | 11 | 31 | 37 | 35 |
| 12.  | SK Aritma Praha                | 30 | 7  | 12 | 11 | 34 | 44 | 33 |
| 13.  | FK Tábor                       | 30 | 7  | 11 | 12 | 29 | 39 | 32 |
| 14.  | FK Tachov                      | 30 | 9  | 5  | 16 | 44 | 62 | 32 |
| 15.  | TJ Sušice                      | 30 | 8  | 5  | 17 | 32 | 51 | 29 |
| 16.  | TJ KŽ Králův Dvůr              | 30 | 3  | 5  | 22 | 33 | 79 | 14 |

Poznámky:
- Z = Odehrané zápasy; V = Vítězství; R = Remízy; P = Prohry; VG = Vstřelené góly; OG = Obdržené góly; B = Body
- O pořadí klubů se stejným počtem bodů rozhodly vzájemné zápasy.

|  | Postup do ČFL 1999/00                           |
|  | Sestup do příslušného krajského přeboru 1999/00 |